# 東京都道438号向井町新町線
東京都道438号向井町新町線（とうきょうとどう438ごう むかいちょうしんまちせん）は、東京都杉並区北部を東西に貫く、東京都道25号飯田橋石神井新座線と東京都道4号東京所沢線とを結ぶ特例都道である。

## 概要
- 総延長：2.757Km
- 一般名称：早稲田通り
- 起点：本天沼二丁目交差点 東京都道25号飯田橋石神井新座線（早稲田通り・旧早稲田通り）交点
- 終点：井草八幡前交差点 東京都道4号東京所沢線・東京都道5号新宿青梅線（青梅街道）交点

## 連絡道路
| 交差する道路                                               | 交差点名     | 所在地 | 所在地 |
| ---------------------------------------------------------- | ------------ | ------ | ------ |
| 東京都道25号飯田橋石神井新座線（旧早稲田通り・早稲田通り） | 本天沼二丁目 | 東京都 | 杉並区 |
| 東京都道311号環状八号線（環八通り）                        | 清水三丁目   | 東京都 | 杉並区 |
| 東京都道4号東京所沢線（青梅街道）                          | 井草八幡前   | 東京都 | 杉並区 |